# العلاج مباشر الملاحظة - قصير الأمد
(بالإنكليزية: Directly Observed Therapy DOTS) هو اسم أطلق على إستراتيجية منظمة الصحة العالمية في السيطرة الموصى بها على مرض السلّ والتي تتألف من خمس مكونات: 
- الالتزام الحكومي (يتضمن الإرادة السياسية على كافة المستويات، نظام مركزي وذو أولويات في مراقبة السل، والتسجيل والتدريب)
- كشف الحالة باستخدام مجهر مسحة اللعاب
- نظام تغذية المعالجة القياسي المُلاحظ مباشرةً من قبَل موظف الرعاية الصحية أو موظف الصحة المجتمعية طوال الشهرين الأوليين على الأقل
- تزويد منتظم للعقاقير
- نظام التسجيل والتقرير القياسي الذي يتيح التقييم لنتائج المعالجة

تم تطوير الإستراتيجية التقنية للعلاج مباشر الملاحظة على يد د. كاريل ستيبلو، وبشكل ٍ أولي ٍ في تنزانيا. وفي العام 1989، بدأت منظمة الصحة العالمية والبنك الدولي بحث إمكانية توسيع هذه الإستراتيجية. وفي تموز 1990، دعا البنك الدولي برئاسة ريتشارد بمغارنير د. ستيبلو ومنظمة الصحة العالمية لتصميم مشروع نظام مراقبة السلّ للصين. وبحلول نهاية العام 1991، كان هذا المشروع يحقق نتائج هائلة، وأكثر من ذلك، كان يضاعف معدلات العلاج بين مرضى السل. قامت الصين بعد ذلك بفترة قصيرة بتوسيع المشروع ليغطي نصف أراضيها. 

خلال بداية أعوام التسعينات، قررت منظمة الصحة العالمية أنّه من بين حوالي 700 مهمة مختلفة منوطة بنظام د. ستيبلو، كانت 100 مهمة منها فقط أساسية لإدارة برنامج فعال للعلاج مباشر الملاحظة للسل. من هنا، قامت وحدة السلّ التابعة للمنظمة، والصغيرة نسبياً في ذلك الوقت، وبقيادة أراتا كوتشي بتطوير «إطار عمل للتحكم في السلّ» أكثر تصغيراً، يركز على خمسة مكونات وتسع عمليات مفتاحية. حيث كان التركيز على «علاج مباشر الملاحظة» باستخدام تركيبة خاصة من أدوية السل المعروفة بعلاج كيميائي قصير الأمد كواحد من العناصر الخمسة الأساسية للتحكم بالسل.

وفي العام 1995، طورت منظمة الصحة العالمية إستراتيجية تشجيعية لتصنيف هذا التدخل المعقد في الصحة العامة كعلامة مسجلة. ومن خلال تسويق هذه التقنية لصناع قرار الصحة العامة عبر العالم، عاكسةً مختصر الحروف الإنكليزية الأولى لكلمات اسم هذه التقنية " DOTS " إلى كلمة " stop "، ومثبتةً بذلك يداً أقصر نحو الترويج لعبارة «Stop TB . Use Dots = أوقف السل. استخدم العلاج مباشر الملاحظة» لإيصال رسائل سياسية صحية. 

قادت هذه المساهمة إلى استخدام عالمي ثابت لإدارة السلّ بخدمات هذه التقنية على مدى العقود اللاحقة. وفي حين أنّ أقل من 2 % من مرضى السل تم اكتشافهم ومعالجتهم بهذه التقنية في العام 1990، فإنّ ما يقارب 60% من الناس يستفيدون الآن من هذه العناية. ومنذ العام 1995، تمت معالجة 41 مليون شخص بنجاح، وتم انقاذ حياة ما يقارب 6 ملايين شخص من خلال هذه التقنية. وتم الإبلاغ عن وجود 5.8 مليون حالة سل خلال برامج المعالجة في العام 2009 .

العلاج مباشر الملاحظة الزائد هو للسل المقاوم للعقاقير المتعددة.

## وصلات خارجية
- برنامج العلاج مباشر الملاحظة
- تصرّف حشد للسيكرة على مرض السل عالمياً